# 92 ق هـ
92 ق هـ هي السنة الثانية والتسعون السابقة للهجرة النبوية، وهي توافق ما بين سنتي 532 و533 حسب التقويم الميلادي، أي أنها بدأت في سنة 532م وانتهت في سنة 533م.